# 캘럼 블루
캘럼 블루(Callum Blue, 1977년 8월 19일 ~ )는 잉글랜드의 배우이다.

## 출연 작품
- 더 샤널 하우스 (2016)
- 팩트 살인 (2016)
- 프루프 (2015)
- 사울: 더 저니 투 다마스쿠스 (2014)
- 앤 나우 어 워드 프롬 아워 스폰서 (2012)
- 슈퍼 탱커 (2011)
- 콜롬비아나 (2011)
- 데드 라이크 미: 라이프 애프터 데스 (2009)
- 리틀 피시, 스트렌이지 폰드 (2009)
- 붉은 모래 (2009)
- 크리스마스 캐롤 (2009)
- 생츄어리 시즌1 (2008)
- 영 피플 퍼킹 (2007)
- 런던 콜걸, 벨 (2007)
- 튜더스 1 : 왕의 여자들 (2007)
- 카페인 (2006)
- 프린세스 다이어리 2 (2004)
- 데드 라이크 미 (2003)
- 인 러브 앤 워 (2001)